# Kretingalė
Kretingalė is een plaats in het Litouwse district Klaipėda. De plaats telt 977 inwoners (2001).